# Слєпов Олексій Олександрович
Олексій Олександрович Слєпов (19 грудня 1986, Радужний, Владимирська область, СРСР) — російський лижник та біатлоніст, учасник етапів Кубка світу з біатлону.

## Кар'єра в Кубку світу
Дебют Олексія на етапах Кубка світу з біатлону відбувся на 6 етапі Кубка світу, що проходив в італійському Антхольці, де він взяв участь в спринтерській гонці показавши 73 час в спринті. Далі Олексій виступив на двох завершальних етапах Кубка світу, де він провів 5 особистих гонок і у всіх із них набрав залікові бали. Найкращим результатом сезону спортсмена стало 9 місце в спринті показане на 8 етапі Кубка світу. Загалом протягом сезону Слєпову вдалося набрати 99 залікових балів та посісіти 55 місце в загальному заліку біатлоністів за підсумками сезону.
- Дебют в кубку світу — 18 січня 2013 року в спринті в Антхольці — 73 місце.
- Перше попадання в залікову зону — 7 березня 2013 року в індивідуальній гонці в Сочі — 27 місце.

## Загальний залік у Кубку світу
- 2012–2013 — 55-е місце (99 очок)

## Статистика стрільби
| № п/п | Сезон     | Загальна      | Індивідуальна гонка | Спринт        | Гонка переслідування | Мас-старт     | Естафета   |
| ----- | --------- | ------------- | ------------------- | ------------- | -------------------- | ------------- | ---------- |
| 1     | 2012-2013 | 85,6% (77/90) | 90,0% (18/20)       | 83,3% (25/30) | 85,0% (17/20)        | 85,0% (17/20) | 0,0% (0/0) |

## Виноски
1. ↑  http://biathlonresults.com/?IBUId=BTRUS11912198601
2. ↑  У дужках наведена кількість влучних пострілів та загальна кількість пострілів. У статистиці стрільби рахуються постріли, які здійснив біатлоніст на етапах кубка світу та чемпіонаті світу